# Nijverdal
Nijverdal és una població del municipi de Hellendoorn a la província d'Overijssel, a l'est dels Països Baixos. El 2010 tenia aproximadament 24.910 habitants, cosa que en fa la població més gran del municipi. El seu nom és una combinació de nijverheid ('indústria') i Reggedal ('vall de Regge').

## Personatges coneguts
- Douwe Draaisma (1953), psicòleg
- Rob Harmeling (1964), ciclista